# Gabriela Andrada

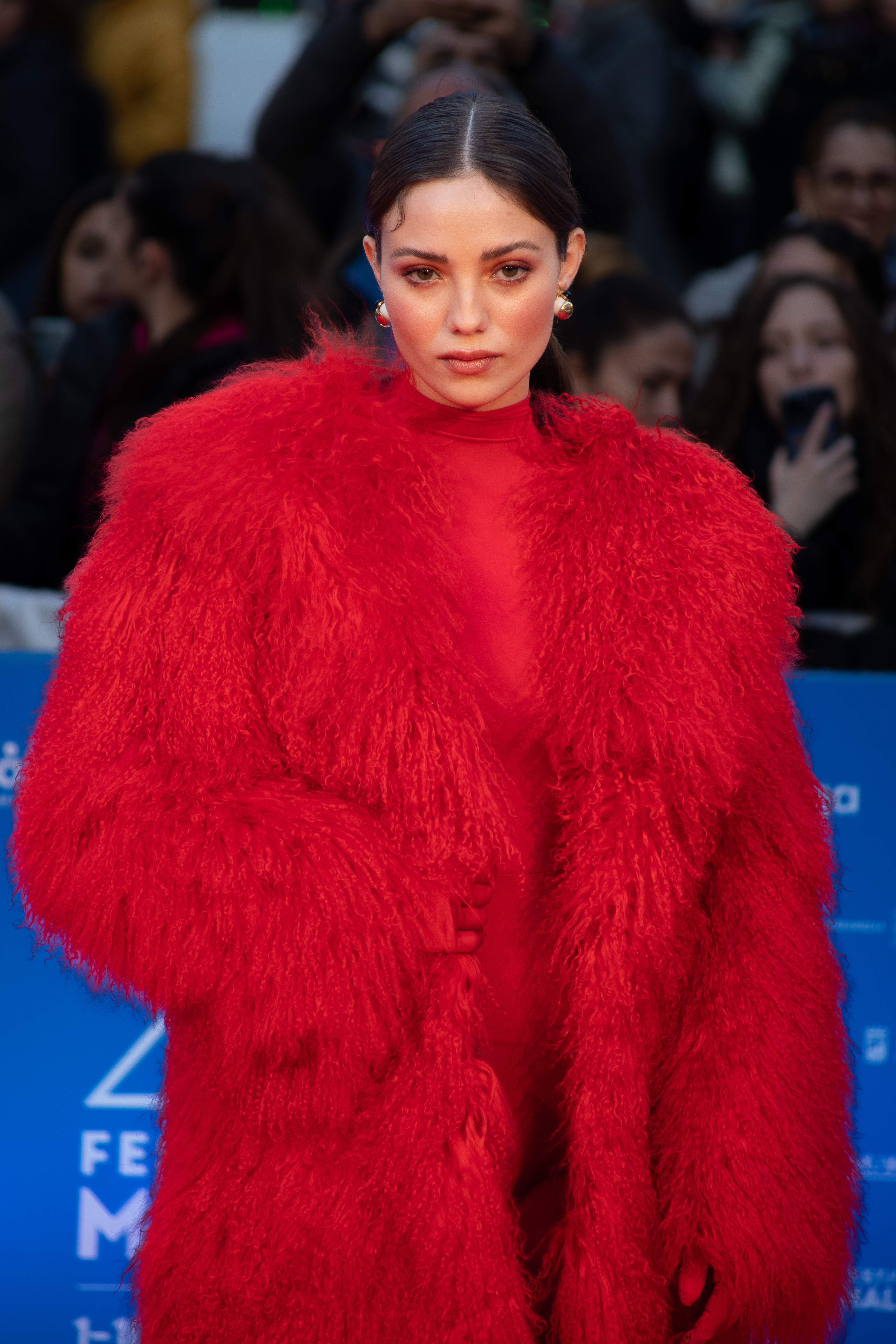
Gabriela Andrada

Gabriela Andrada (* 1999 in Madrid) ist eine spanische Schauspielerin und Model.

## Leben und Karriere
Andrada wurde 1999 in Madrid geboren. Sie ist die Tochter der ehemaligen Fernsehmoderatorin Minerva Piquero. Ihr Debüt gab sie in einer Folge in Sequía. Anschließend war sie in dem Film Die Spur der Knochen zu sehen. Im selben Jahr trat sie in der Serie Los Protegidos: ADN auf. 2024 spielte sie in Culpa Tuya – Deine Schuld eine Hauptrolle.
Neben ihrer Schauspielkarriere ist sie auch als Model aktiv. Sie hat an Modeeditorials teilgenommen, unter anderem für InStyle, und nahm außerdem bei Modeveranstaltungen in Spanien für Marken wie Valentino und Dior teil.

## Filmografie
Filme
- 2022: Die Spur der Knochen (Objetos)
- 2023: Sueños y pan
- 2024: Culpa Tuya – Deine Schuld (Culpa tuya)
- 2024: Sag mir, was du willst (Pídeme lo que quieras)

Serien
- 2022: Sequía
- 2022–2023: Los Protegidos: ADN
- 2022: Die Erben der Erde (Los herederos de la tierra)